# Andrew Jay Feustel
Andrew Jay „Drew“ Feustel (* 25. August 1965 in Lancaster, Pennsylvania, USA) ist ein ehemaliger US-amerikanischer Astronaut.

## Ausbildung
Feustel machte seinen Schulabschluss auf der Lake Orion High School. Daraufhin studierte er Geologie an der Purdue University und schloss 1989 mit einem Bachelor ab. Dort erwarb er 1991 auch einen Master in Geophysik. Im Jahr 1995 promovierte Feustel an der kanadischen Queen’s University in Kingston, Ontario in Geowissenschaften, insbesondere Seismologie.

## Tätigkeit in der Industrie
Danach arbeitete Andrew Feustel als Geophysiker für die Engineering Seismology Group in Kingston und installierte und betrieb seismische Überwachungsgeräte in Bergwerken im östlichen Kanada und den USA. 1997 ging er zur ExxonMobil Exploration Company nach Houston, Texas, um als Geophysiker weltweit seismische Überwachungsprogramme an Land, im Meer und in Bohrlöchern zu entwickeln und zu überwachen.

## Raumfahrertätigkeit
2000 wurde er in die 18. Astronautengruppe der NASA gewählt und zwei Jahre lang als Missionsspezialist ausgebildet. Sein Spezialgebiet ist die technische Unterstützung von Weltraumarbeiten.

### STS-125
Feustel nahm als Missionsspezialist an der Space-Shuttle-Mission STS-125 teil, die am 11. Mai 2009 zur letzten Wartung des Hubble-Weltraumteleskops startete. Die Landung erfolgte am 24. Mai 2009 auf der Edwards Air Force Base.

### STS-134
Am 11. August 2009 wurde Feustel für die Shuttle-Mission STS-134 nominiert. Der Start zu dieser letzten Mission der Raumfähre Endeavour fand am 16. Mai 2011 statt, die Landung am 1. Juni.
Bei dieser Mission hatte Feustel eine Plüschversion des kleinen Maulwurfs mit an Bord. Feustel beschrieb den Flug mit der Plüschfigur: „Auf der Internationalen Raumstation sei der Maulwurf die meiste Zeit umhergeschwebt. Auf dem Rücken hatte er aber auch einen Klettverschluss, damit die Astronauten ihn, wenn nötig, an der Wand befestigen konnten.“ Im Juli 2011 flog Feustel mit seiner Familie nach Prag, um den Maulwurf seinem Erfinder, dem tschechischen Maler und Zeichner Zdeněk Miler zu schenken. Dieser freute sich und bedankte sich mit einem gerahmten Bild. Im November desselben Jahres starb Miler dann im Alter von 90 Jahren.

### ISS-Expedition 55/56
Am 21. März 2018 trat Feustel seinen dritten Raumflug an. Als Bordingenieur des Raumschiffes Sojus MS-08 startete er gemeinsam mit dem russischen Kosmonauten Oleg Artemjew und seinem amerikanischen Kollegen Richard Arnold zu einer sechsmonatigen ISS-Langzeitmission. Dort arbeitete er als Bordingenieur der Expedition 55 und übernahm am 3. Juni 2018 das Kommando der Expedition 56. Am 4. Oktober 2018 kehrte er mit Artemjew und Arnold zur Erde zurück.

## Privates
Feustel ist verheiratet und hat zwei Söhne. Seine Hobbys sind das Restaurieren alter Autos, das Skifahren und das Gitarrespielen. Er ist Mitglied der Astronautenband Max Q.
Nach ihm ist der Asteroid (191282) Feustel benannt.
Zum 31. Juli 2023 schied er bei der NASA aus.